# Nirée fils de Poséidon
Pour les articles homonymes, voir Nirée.
Dans la mythologie grecque, Nirée (en grec ancien : Νιρεύς / Nireús) est un des fils de Poséidon et de Canacé, frère d'Hoplée, Épopée, Aloée et Triopas,.

## Sources
- Pseudo-Apollodore, Bibliothèque [détail des éditions] [lire en ligne] (I, 7, 4).